# Silzer Sattel
De Silzer Sattel is een 1690 m.ü.A. hoge bergpas in de Stubaier Alpen in de Oostenrijkse deelstaat Tirol en vormt een verbinding tussen Haiming in het Oberinntal en Ochsengarten, een dorp in diezelfde gemeente, gelegen in het Nedertal, langs de Kühtaistraße (L237) over de Kühtaisattel (2017 m.ü.A.). Hoewel de pasweg in de gemeente Haiming gelegen is, is de pas vernoemd naar het nabijgelegen Silz. Het eerste deel van de pasweg tot bij Haimingerberg wordt gevormd door de Haimingerbergstraße (L309).
Arlberg · Bielerhöhe · Brenner · Fern · Flexen · Gerlos · Großglockner · Hahntennjoch · Katschberg · Kühtai · Pfitscherjoch · Plöcken · Radstädter Tauern · Reschen · Seefeld · Sölk · Staller Sattel · Timmelsjoch · Triebener Tauern · Turracherhöhe · Zeinis